# سید کریم امیری فیروزکوهی
سیّد کریم امیری فیروزکوهی زاده شده در شهر فیروزکوه روستای فرح آباد

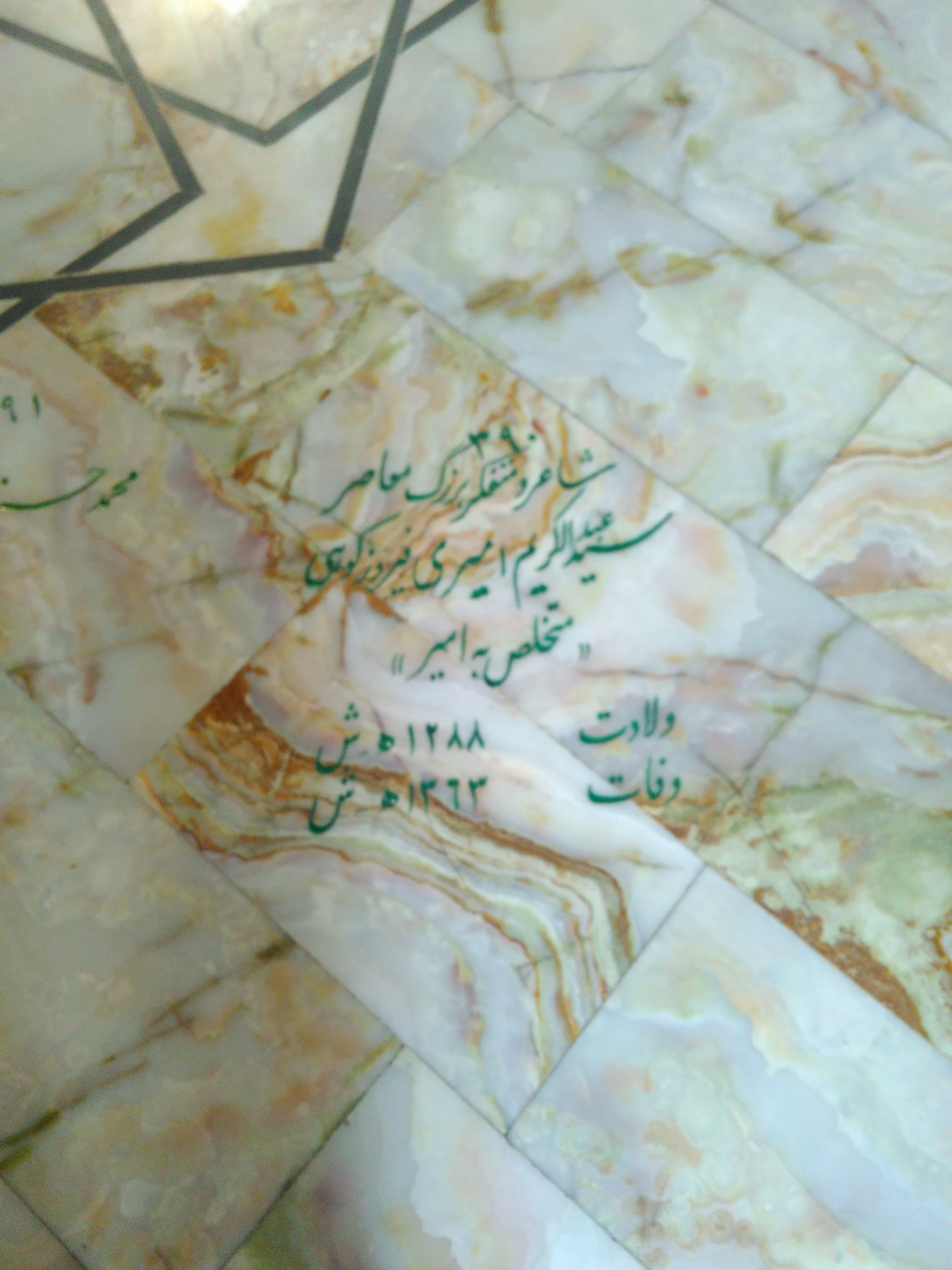
مزار سید عبدالکریم فیروزکوهی در صحن حرم عبدالعظیم حسنی

## زندگی
سیّد کریم امیری فیروزکوهی فرزند سیّد مصطفی‌قلی منتظم‌الدوله از سادات فیروزکوه بود. در فرح‌آباد، فیروزکوه متولد شد. پدرش از رجال اروپارفته عهد مظفری و آشنا به تمدّن جدید و جدّ اعلایش امیر محمد حسین خان سردار از جمله فاتحان هرات و بانی دبستان خیریه ایتام در تهران بود که به دبستان فیروزکوهی مشهور است. امیر در هفت سالگی به تهران آمد. پدرش همان سال درگذشت و او تحت تربیت مادر قرار گرفت. تحصیلات ابتدائی و متوسطه را در تهران در
«مدارس سیروس»، «ثروت»، «سلطانی» و «کالج آمریکایی» گذراند. سپس به تحصیل منطق و کلام و حکمت همت گماشت و از محضر استادانی چون آقا شیخ عبدالنبی نوری و آقا سید حسین مجتهد کاشانی و سید محمد کاظم عصار و میرزا خلیل کمره‌ای استفاده کرد.
امیری فیروزکوهی شاعر غزل و قصیده و از شیفتگان صائب بود و به سبک هندی شعر می‌سرود. در شعر به «امیر» تخلص می‌کرد. در زبان عربی تبحر داشت و به آن زبان نیز شعر می‌سرود.
در تهران درگذشت و در آستانه امامزاده طاهر در صحن عبدالعظیم حسنی مدفون گردید.

## زندگی شخصی
- قبل از انقلاب سیدکریمخان گاهی در بهار به روستای سیمین‌دشت که بیشتر زمین‌های آن متعلق به خودش بود سرزده و مدتی کوتاه آنجا بسر می‌برد ولی از اوایل سال ۱۳۵۷ که انقلاب ایران به مرحله حساس آن وارد شده بود بیشتر اوقات در سیمین‌دشت بسر می‌برد و ابتدا وصیت به دفن خود پس از مرگ در سیمین‌دشت نموده بود که پس از اتّفاقات سال ۵۸ که آن را بی حرمتی از سوی مردم سیمین‌دشت نسبت به خود می‌دانست از سیمین دشت قهر کرده و در نهایت هم مزار وی را در صحن امامزاده طاهر در کنار حرم شاه عبدالعظیم قرار دادند.[۱]
  - دختران:امیربانو-انوشه، شهلا امیری فیروزکوهی تنها فرزند پسر:مصطفی قلی (مسعود) امیری فیروزکوهی -درگذشته بسال ۱۳۹۱
- ترجمه «مکاتیب نهج البلاغه»
- ترجمه‌ای از «نفس‌المهموم» حاج شیخ عباس محدث قمی
- «وجیزةفی علم‌النبی»، رساله‌ای فلسفی که در مجله جاودان خرد چاپ شده
- «دیوان اشعار» در دوجلد که به همت دخترش امیر بانو کریمی (مصفا) چاپ شده‌است،
- تصحیح و مقدمه بر «دیوان صائب»
- منظومه «عفاف نامه»، در لزوم حجاب
- «احقاق‌الحق» در حمایت از شعرای صفوی و دفاع از سبک هندی.

## نمونه شعر
| آزاده را جفای فلک بیش می‌رسد        |  | اول بلا به عافیت‌اندیش می‌رسد        |
| از هیچ آفریده ندارم شکایتی         |  | بر من هر آنچه می‌رسد، از خویش می‌رسد |
| چون لاله یک پیاله ز خون است روزیم  |  | کان هم مرا ز داغ دل خویش می‌رسد     |
| با خار نیز چون گل بی خار بوده‌ام    |  | زآن رو به جای نوش، مرا نیش می‌رسد   |
| رنج غناست آنچه نصیب توانگر است     |  | طبع غنی، به مردم درویش می‌رسد       |
| دست از ستم مدار، کز این خلق نادرست |  | خیری اگر رسد، به ستم‌کیش می‌رسد      |
| امروز نیز محنت فرداست روزیم        |  | آن بنده‌ام که رزق من از پیش می‌رسد   |
| چیزی نمی‌رسد به تو بی خون دل، امیر  |  | جان نیز بر لب تو به تشویش می‌رسد    |

نمونهٔ دیگر:
| نه وفای دوست دیدم، نه صفای همنفس را    |  | که شتافتیم بسیار و نیافتیم کس را         |
| چو دمی به جاست فرصت، نفسی مزن به غفلت  |  | که مباد بر نیاری چو فرو بری نفس را       |
| به رضا مگر گریزی ز بلا، که مرغ وحشی    |  | ز صفای انس بر خود کند آشیان قفس را       |
| چه عجب که سفله دائم سر سروری فرازد؟    |  | که به هر نسیم بینی به فلک رسیده خس را    |
| همه دم به یک قرارم، که چو دیگران ندارم |  | نه دریغ بیش و کم را، نه هوای پیش و پس را |
| نه همین به جرم پیری ز نظر فکند ما را   |  | که سخن دراز باشد من و عشق بوالهوس را     |
| به جهان امیر بی کس چو غریب زیست عمری   |  | که نه کس شناخت او را و نه او شناخت کس را |